# 332

## Evenimente
- Constantin cel Mare trimite la nord de Dunăre o armată sub comanda fiului său, Constantin al II-lea, împotriva goților. Armata romană trece Dunărea pe podul de la Sucidava și îi înfrânge pe goți, astfel că ținuturile de la nord de Dunăre intră din nou, pentru o vreme, sub stăpânire romană.

## Nașteri
- dată necunoscută: Sfânta Monica  (d. 387)